# Campionato europeo femminile FIRA 1997
Il campionato europeo femminile 1997 (in francese Championnat européen féminin de rugby 1997) fu la 3ª edizione del torneo europeo di rugby a 15 femminile organizzato da FIRA - AER.
Il torneo si tenne a Nizza, in Francia, dal 2 al 6 aprile 1997.
A laurearsi campione, per la prima volta, fu l'Inghilterra, che in finale batté 24-8 la Scozia (quattro mete contro una).

## Formula
Il torneo si svolse con la formula dell'eliminazione diretta su tre giornate: le otto squadre partecipanti a tale torneo furono accoppiate in incontri di sola andata validi per i quarti di finale, da tenersi nella prima giornata di torneo.
Nella seconda giornata, le squadre vincenti disputarono le semifinali per il titolo e quelle perdenti i play-off per i posti dal quinto all'ottavo.
Nella terza e ultima giornata si tennero le quattro finali per i posti dal settimo al primo.
Tutte le gare si tennero allo Stade Municipal du Ray di Nizza.

## Squadre partecipanti
- Francia
- Germania
- Inghilterra
- Irlanda
- Italia
- Paesi Bassi
- Scozia
- Spagna

## Risultati

### Quarti di finale
|  | Quarti di finale | Quarti di finale |             |        | Semifinali                | Semifinali                |  |  | Finale | Finale |
|  |                  |                  |             |        |                           |                           |  |  |        |        |
|  |                  |                  |             |        |                           |                           |  |  |        |        |
|  |                  |                  |             |        |                           |                           |  |  |        |        |
|  | Francia          | 58               |             |        |                           |                           |  |  |        |        |
|  | Francia          | 58               |             |        |                           |                           |  |  |        |        |
|  | Germania         | 18               |             |        |                           |                           |  |  |        |        |
|  | Germania         | 18               | Francia     | 10     |                           |                           |  |  |        |        |
|  |                  |                  | Francia     | 10     |                           |                           |  |  |        |        |
|  |                  | Inghilterra      | 15          |        |                           |                           |  |  |        |        |
|  | Inghilterra      | Inghilterra      | 15          | 40     |                           |                           |  |  |        |        |
|  | Inghilterra      |                  |             | 40     |                           |                           |  |  |        |        |
|  | Paesi Bassi      | 3                |             |        |                           |                           |  |  |        |        |
|  | Paesi Bassi      | 3                | Inghilterra | 24     |                           |                           |  |  |        |        |
|  |                  |                  | Inghilterra | 24     |                           |                           |  |  |        |        |
|  |                  | Scozia           | 8           |        |                           |                           |  |  |        |        |
|  | Spagna           | Scozia           | 8           | 27     |                           |                           |  |  |        |        |
|  | Spagna           |                  |             | 27     |                           |                           |  |  |        |        |
|  | Irlanda          | 0                |             |        |                           |                           |  |  |        |        |
|  | Irlanda          | 0                | Spagna      | 10     | Finale per il terzo posto | Finale per il terzo posto |  |  |        |        |
|  |                  |                  | Spagna      | 10     | Finale per il terzo posto | Finale per il terzo posto |  |  |        |        |
|  |                  | Scozia           | 11          |        |                           |                           |  |  |        |        |
|  | Scozia           | Scozia           | 11          | 31     | Francia                   | 6                         |  |  |        |        |
|  | Scozia           |                  |             | 31     | Francia                   | 6                         |  |  |        |        |
|  | Italia           | 7                |             | Spagna | 25                        |                           |  |  |        |        |
|  | Italia           | 7                |             |        | 25                        |                           |  |  |        |        |
|  |                  |                  |             |        |                           |                           |  |  |        |        |
|  |                  |                  |             |        |                           |                           |  |  |        |        |

| Nizza 2 aprile 1997 | Francia | 58 – 18 | Germania | Stade du Ray |

| Nizza 2 aprile 1997 | Inghilterra | 40 – 3 | Paesi Bassi | Stade du Ray |

| Nizza 2 aprile 1997 | Spagna | 27 – 0 | Irlanda | Stade du Ray |

| Nizza 2 aprile 1997 | Scozia | 31 – 7 | Italia | Stade du Ray |

### Play-offper il 5º posto
|  | Semifinali  | Semifinali  | Semifinali |        |             | Finale 5º posto | Finale 5º posto | Finale 5º posto |  |
|  |             |             |            |        |             |                 |                 |                 |  |
|  | Germania    | Germania    | 10         |        |             |                 |                 |                 |  |
|  | Germania    | Germania    | 10         |        |             |                 |                 |                 |  |
|  | Paesi Bassi | Paesi Bassi | 32         |        |             |                 |                 |                 |  |
|  | Paesi Bassi | Paesi Bassi | 32         |        | Paesi Bassi | Paesi Bassi     | 26              |                 |  |
|  |             |             |            |        | Paesi Bassi | Paesi Bassi     | 26              |                 |  |
|  |             |             | Italia     | Italia | 24          |                 |                 |                 |  |
|  | Irlanda     | Irlanda     | Italia     | Italia | 24          | 5               |                 |                 |  |
|  | Irlanda     | Irlanda     |            |        |             | 5               |                 |                 |  |
|  | Italia      | Italia      | 13         |        |             | Finale 7º posto | Finale 7º posto | Finale 7º posto |  |
|  | Italia      | Italia      | 13         |        |             |                 |                 |                 |  |
|  |             |             |            |        |             |                 |                 |                 |  |
|  |             |             |            |        |             | Germania        | Germania        | 0               |  |
|  |             |             |            |        |             | Germania        | Germania        | 0               |  |
|  |             |             |            |        |             | Irlanda         | Irlanda         | 16              |  |

#### Semifinali
| Nizza 4 aprile 1997                                  | Italia | 13 – 5 referto | Irlanda | Stade du Ray |
| Collodo mt tecnica Tondinelli tr Tondinelli (2) c.p. |        |                |         |              |
|                                                      |        |                |         |              |
| Collodo                                              | mt     | tecnica        |         |              |
| Tondinelli                                           | tr     |                |         |              |
| Tondinelli (2)                                       | c.p.   |                |         |              |

| Nizza 4 aprile 1997 | Paesi Bassi | 32 – 10 | Germania | Stade du Ray |

#### Finale per il 7º posto
| Nizza 6 aprile 1997 | Irlanda | 16 – 0 | Germania | Stade du Ray |

#### Finale per il 5º posto
| Nizza 6 aprile 1997 | Paesi Bassi | 26 – 24 | Italia | Stade du Ray |

### Play-offper il titolo

#### Semifinali
| Nizza 4 aprile 1997                                                               | Inghilterra | 15 – 10 referto | Francia | Stade du Ray |
| Edwards 19’ Diver 34’ Mitchell 69’ mt 10’ Serres tr 10’ Laffitte c.p. 50’ Hayraud |             |                 |         |              |
|                                                                                   |             |                 |         |              |
| Edwards 19’ Diver 34’ Mitchell 69’                                                | mt          | 10’ Serres      |         |              |
|                                                                                   | tr          | 10’ Laffitte    |         |              |
|                                                                                   | c.p.        | 50’ Hayraud     |         |              |

| Nizza 4 aprile 1997                                                         | Scozia | 11 – 10 referto | Spagna | Stade du Ray |
| Cave 52’ mt 10’ tecnica tr 10’ Calafat Chalmers 61’, 73’ c.p. 65’ Etxegibel |        |                 |        |              |
|                                                                             |        |                 |        |              |
| Cave 52’                                                                    | mt     | 10’ tecnica     |        |              |
|                                                                             | tr     | 10’ Calafat     |        |              |
| Chalmers 61’, 73’                                                           | c.p.   | 65’ Etxegibel   |        |              |

#### Finale per il 3º posto
| Nizza 6 aprile 1997                                                                                 | Spagna | 25 – 8 referto | Francia | Stade du Ray |
| Pérez 10’ Gran 53’ Vita 68’ mt 55’ Saudin Etxegibel 10’, 68’ tr Etxegibel 20’, 60’ c.p. 12’ Hayraud |        |                |         |              |
| |        |                |         |              |
| Pérez 10’ Gran 53’ Vita 68’                                                                         | mt     | 55’ Saudin     |         |              |
| Etxegibel 10’, 68’                                                                                  | tr     |                |         |              |
| Etxegibel 20’, 60’                                                                                  | c.p.   | 12’ Hayraud    |         |              |

#### Finale
| Nizza 6 aprile 1997                                                                                  | Inghilterra | 24 – 8 referto | Scozia | Stade du Ray |
| Twiggs 27’ Molyneux 46’ Burns 60’ Edwards 66’ mt 64’ Cave Wallace 46’ Burns 66’ tr c.p. 40’ Chalmers |             |                |        |              |
| |             |                |        |              |
| Twiggs 27’ Molyneux 46’ Burns 60’ Edwards 66’                                                        | mt          | 64’ Cave       |        |              |
| Wallace 46’ Burns 66’                                                                                | tr          |                |        |              |
| | c.p.        | 40’ Chalmers   |        |              |